# Kristina Svechinskaya
Kristina Vladimirovna Svechinskaya (Russisch: Кристина Владимировна Свечинская) (Moskou, 16 februari 1989) is een Russische hacker. Tijdens haar studie aan de New York University werd ze beschuldigd van een complot om verschillende Britse en Amerikaanse banken grote geldbedragen afhandig te maken door middel van valse paspoorten. Volgens de aanklacht gebruikte Svechinskaya het Zeus-netwerk om duizenden bankrekeningen aan te vallen. Daarnaast opende ze minimaal vijf bankrekeningen bij de Bank of America en Wachovia om daarop vervolgens gestolen geld te storten. Er wordt geschat dat zij, samen met handlangers, minimaal 35 miljoen Amerikaanse dollars heeft buitgemaakt. Svechinskaya kreeg in de media al snel de bijnaam van "meest sexy computerhacker" wegens haar knappe uiterlijk, waardoor ze vaak vergeleken werd met de Russische spionne Anna Chapman.

## Arrestatie en rechtszaak
Begin oktober 2010 werd Svechinskaya, na de arrestatie van 36 andere Oost-Europeanen, aangehouden en aangeklaagd voor diefstal van 35 miljoen dollar.